# Куттс
Куттс (англ. Coutts) — село в Канаді, у провінції Альберта, у складі муніципального району Ворнер № 5.

## Населення
За даними перепису 2016 року, село нараховувало 245 осіб, показавши скорочення на 11,6%, порівняно з 2011-м роком. Середня густина населення становила 197,2 осіб/км².
З офіційних мов обидвома одночасно володіли 5 жителів, тільки англійською — 240. Усього 10 осіб вважали рідною мовою не одну з офіційних.
Працездатне населення становило 105 осіб (47,7% усього населення), рівень безробіття — 0% (0% серед чоловіків та 0% серед жінок). 85,7% осіб були найманими працівниками, а 19% — самозайнятими.
Середній дохід на особу становив $12 013 (медіана $12 002), при цьому для чоловіків — $12 013, а для жінок $12 013 (медіани — $12 002 та $12 002 відповідно).
44,4% мешканців мали закінчену шкільну освіту, не мали закінченої шкільної освіти — 20%, 35,6% мали післяшкільну освіту0.
| Статево-вікова структура населення | Статево-вікова структура населення | Статево-вікова структура населення | Статево-вікова структура населення | Статево-вікова структура населення |
| ---------------------------------- | ---------------------------------- | ---------------------------------- | ---------------------------------- | ---------------------------------- |
|                                    |                                    |                                    |                                    |                                    |
| Всього                             | Всього                             | 47,9%52,1%                         |                                    |                                    |
| 0 — 14 років                       | 0 — 14 років                       |                                    | 16%                                | 16%                                |
| 15 — 64 років                      | 15 — 64 років                      |                                    | 56%                                | 56%                                |
| 65 і більше                        | 65 і більше                        |                                    | 28%                                | 28%                                |
| 85 і більше                        | 85 і більше                        |                                    | 2%                                 | 2%                                 |
| Середній вік (років)               | Середній вік (років)               | 49,148,3                           | 48,7                               | 48,7                               |
| Медіана (років)                    | Медіана (років)                    | 54,554,1                           | 54,2                               | 54,2                               |
| — чоловіки — жінки                 |                                    |                                    |                                    |                                    |

| Походження мешканців:     | Походження мешканців:     | Походження мешканців: | Походження мешканців: | Походження мешканців: |
| ------------------------- | ------------------------- | --------------------- | --------------------- | --------------------- |
| Походження                |                           |                       | осіб                  | %                     |
| Корінні американці        | Корінні американці        |                       | 15                    | 6.12%                 |
| Інше північноамериканське | Інше північноамериканське |                       | 70                    | 28.57%                |
| Європейське               | Європейське               |                       | 240                   | 97.96%                |
| британське                | британське                |                       | 175                   | 71.43%                |
| французьке                | французьке                |                       | 15                    | 6.12%                 |
| українське                | українське                |                       | 40                    | 16.33%                |

| Зайнятість населення за галузями (за класифікацією NOC): | Зайнятість населення за галузями (за класифікацією NOC): | Зайнятість населення за галузями (за класифікацією NOC): | Зайнятість населення за галузями (за класифікацією NOC): | Зайнятість населення за галузями (за класифікацією NOC): |
| -------------------------------------------------------- | -------------------------------------------------------- | -------------------------------------------------------- | -------------------------------------------------------- | -------------------------------------------------------- |
|                                                          |                                                          |                                                          |                                                          |                                                          |
| Бізнес, фінанси та адміністрування                       | Бізнес, фінанси та адміністрування                       |                                                          | 40,9%                                                    | 40,9%                                                    |
| Освіта, правозахист, муніципальні та урядові служби      | Освіта, правозахист, муніципальні та урядові служби      |                                                          | 9,1%                                                     | 9,1%                                                     |
| Роздрібна торгівля та послуги                            | Роздрібна торгівля та послуги                            |                                                          | 18,2%                                                    | 18,2%                                                    |
| Гуртова торгівля, транспорт та обладнання                | Гуртова торгівля, транспорт та обладнання                |                                                          | 18,2%                                                    | 18,2%                                                    |

## Клімат
Середня річна температура становить 6°C, середня максимальна – 24,5°C, а середня мінімальна – -15°C. Середня річна кількість опадів – 342 мм.
| Клімат поселення                              | Клімат поселення | Клімат поселення | Клімат поселення | Клімат поселення | Клімат поселення | Клімат поселення | Клімат поселення | Клімат поселення | Клімат поселення | Клімат поселення | Клімат поселення | Клімат поселення | Клімат поселення |
| Показник                                      | Січ.             | Лют.             | Бер.             | Квіт.            | Трав.            | Черв.            | Лип.             | Серп.            | Вер.             | Жовт.            | Лист.            | Груд.            |                  |
| Середній максимум, °C                         | −0,52            | 2,95             | 7,11             | 13,38            | 18,72            | 22,94            | 24,52            | 24,38            | 18,80            | 13,03            | 5,17             | 0,06             |                  |
| Середня температура, °C                       | −7,74            | −4,29            | −0,12            | 6,16             | 11,50            | 15,70            | 18,60            | 18,46            | 12,87            | 7,11             | −0,76            | −5,87            |                  |
| Середній мінімум, °C                          | −14,97           | −11,5            | −7,33            | −1,06            | 4,25             | 8,48             | 12,66            | 12,53            | 6,94             | 1,18             | −6,67            | −11,79           |                  |
| Норма опадів, мм                              | 11               | 7                | 16               | 25               | 63               | 73               | 36               | 42               | 35               | 14               | 10               | 10               |                  |
| Середньомісячна швидкість вітру, м/с          | 5.17             | 4.88             | 5.00             | 5.04             | 4.80             | 4.40             | 3.90             | 3.82             | 4.19             | 4.90             | 5.18             | 5.34             |                  |
| Середньомісячна сонячна радіація, кДж/м²·день | 4564             | 8069             | 13127            | 17088            | 20786            | 22198            | 23807            | 20394            | 14663            | 9117             | 5012             | 3826             |                  |
| --------------------------------------------- | ---------------- | ---------------- | ---------------- | ---------------- | ---------------- | ---------------- | ---------------- | ---------------- | ---------------- | ---------------- | ---------------- | ---------------- | ---------------- |
| Джерело:                                      |                  |                  |                  |                  |                  |                  |                  |                  |                  |                  |                  |                  |                  |